# Rosemead
Rosemead ist eine Stadt im Los Angeles County im US-Bundesstaat Kalifornien, Vereinigte Staaten. Das U.S. Census Bureau hat bei der Volkszählung 2020 eine Einwohnerzahl von 51.185 Einwohnern ermittelt.

## Geographie
Die Ortschaft befindet sich östlich von Los Angeles auf einer geografischen Breite von 34,07° Nord und einer geogr. Länge von 118,08° West. Das Stadtgebiet hat eine Größe von 13,3 km² und liegt auf einer Höhe von 85,6 m. Der ZIP-Code (=Postleitzahl) von Rosemead umfasst 91770 bis 91772.
Gemeinsam mit Alhambra, Arcadia, Temple City, Monterey Park, San Marino und San Gabriel liegen die Städte im westlichen San Gabriel Valley in der Metropolregion Greater Los Angeles Area.
Die Interstate 10 verläuft in Ost-West-Richtung durch die Stadt und kreuzt die California State Route 164 im Stadtgebiet. Der Rio Hondo verläuft am östlichen Stadtrand. Der für das Tal namensgebende San Gabriel River verläuft 5 km weiter östlich.

## Geschichte
Vor der Ankunft der Spanier war das Gebiet um Rosemead von amerikanischen Ureinwohnern aus dem Volk der Tongva. Im Jahr 1771 gründeten die Spanier die erste Mission San Gabriel Arcángel in dem Gebiet, das heute als La Mision Veija oder Whittier Narrows an der Grenze zwischen Montebello und Rosemead bekannt ist. Im Jahr 1775 zog die Mission, um den Frühjahrsüberschwemmungen zu entgehen, die die ersten Ernten zerstörten, an ihren heutigen Standort in San Gabriel.
Während der spanischen Kolonialzeit war das Gebiet der heutigen Stadt Rosemead Teil des von der Mission San Gabriel verwalteten Landes. Im Rahmen des Säkularisierungsgesetzes der mexikanischen Regierung von 1833 wurde dieses Land an Privatpersonen verteilt. Damit endete die Ära der Mission. Nach dem Mexikanisch-Amerikanischen Krieg und der Unterzeichnung des Vertrags von Guadalupe im Jahr 1848, wurde die Souveränität des Bundesstaats Kalifornien gegeben und an die Vereinigten Staaten übertragen.
John Guess und seine Frau Harriet kamen 1852 aus Arkansas ins San Gabriel Valley. Sie ließen sich 1855 auf einer 40-Hektar-Ranch namens Savannah an der Stelle nieder, an der sich heute die Savannah School befindet. Andere Siedler folgten, darunter Frank Frost und Leonard Rose. Rose kaufte 200–300 Hektar Land, um Pferde zu züchten und zu trainieren, und nannte seinen Ort Rose's Meadow, was zu Rosemead verkürzt wurde und der Stadt ihren Namen gab.
Die Stadt wurde 1959 gegründet.

## Wirtschaft
Edison International, eine internationale Unternehmensgruppe, die elektrische Dienstleistungen anbietet, hat ihren Hauptsitz in der Stadt. Southern California Edison versorgt Rosemead sowie einen Großteil Südkaliforniens.

## Bildung
Die University of the West zog 1996 von ihrem Standort im Hsi Lai Temple in Hacienda Heights an ihren heutigen Standort in Rosemead um und ist eine der ersten buddhistisch finanzierten Universitäten in den Vereinigten Staaten. Die Rosemead School of Psychology, die sich jetzt an der Biola University in La Mirada befindet, wurde nach ihrem ursprünglichen Standort in Rosemead benannt und ist eine unabhängige Berufsschule für Psychologie.

## Söhne und Töchter der Stadt
- Jaime Luis Gomez (* 1975), Rapper Taboo
- Quinley Quezada (* 1997), philippinische Fußballspielerin

## Städtepartnerschaften
- Keelung, Taiwan
- Zapopan, Mexiko